# 嘧啶二聚体

DNA胸腺嘧啶二聚体的形成。光子的作用所导致在一条DNA链上的两个连续碱基结合到一起，从而破坏正常碱基配对的双链结构。

嘧啶二聚体（英語：pyrimidine dimer，简称PD），是DNA或RNA中的相邻碱基，如胞嘧啶及胸腺嘧啶，在紫外线的诱导下進行光化学合成，於碳-碳雙鍵生成共价键而形成的一种化合物，是突变产生的原因之一 。在双链RNA中，紫外線也可能導致脲嘧啶二聚體生成。紫外線二聚體的常見例子包括环丁烷嘧啶二聚体及6-4光产物。它們改變了DNA原有結構，令聚合酶無法正常運作，DNA無法複製。嘧啶二聚体可通過光致活作用或核苷酸切除修复的作用來修復。如果最終無法修復，可引致突變。

## 種類

胸腺嘧啶光化二聚體的例子包括:6-4光产物（左）及環丁烷（右）

環丁烷嘧啶二聚体(CPD)由嘧啶的碳-碳雙鍵的偶联反应所生成，共有四個環。它們影響了DNA复制時的鹼基配對，導致突變。

6-4光产物又稱6,4嘧啶-嘧啶酮。它的生成率只有環丁烷嘧啶二聚体的三分之一，但有更大可能引發突變。孢子光產物溶酶為修複胸腺嘧啶二聚體的另一途徑。

## 誘變
跨損傷聚合酶常令嘧啶二聚体轉化為突變。這種反應於原核生物（SOS反应）及真核生物中都存在。雖然胸腺嘧啶二聚體是在紫外線損傷中較為常見，但因跨損傷聚合酶較常以腺嘌呤修復DNA，故胸腺嘧啶二聚體通常能正確修複。反之，環丁烷型嘧啶二聚体中的胞嘧啶則易受脫氨作用攻擊，轉化為胸腺嘧啶。

## DNA修復

黑色素瘤，一種皮膚癌

嘧啶二聚體會導致DNA的局部構象改變，故可被修復酶察覺。在絕大部分的生物中，損害亦可借由光致活作用修複，但諸如人類的胎盤動物則無此機制。光致活作用中，光裂合酶將環丁烷嘧啶二聚体直接以光化学作用還原。修復酶察覺損傷後，會吸收波長>300 nm的光線（即荧光及紫外光），令光化学作用產生，將二聚体還原。
核苷酸切除修复則是更通用的DNA維修方式。在這過程中，環丁烷嘧啶二聚体被切除，並合成新的DNA來填補該區域。著色性乾皮症正是因患者無法進行核苷酸切除修复而導致的遺傳病，患者皮膚細胞被紫外光破壞後無法修復，導致皮膚變色及誘發癌變。人類中，沒有修復的嘧啶二聚體可引致黑色素瘤。